# Pachuco López
Manuel López Hernández (Dolores Hidalgo; 10 de junio de 1936-León de Los Aldama; 30 de diciembre de 2023), más conocido como Pachuco López, fue un futbolista mexicano que jugaba como centrocampista. Jugó la mayor parte de su carrera con el León, entre 1956 y 1971.

## Trayectoria
Ingresó en 1956 al Club León, que en los últimos años contaba probablemente con el mejor club de la Primera División en ese momento. Ganó tres veces la Copa México y dos veces el Campeón de Campeones.

## Palmarés

### Títulos nacionales
| Título               | Equipo | País   | Año     |
| -------------------- | ------ | ------ | ------- |
| Copa México          | León   | México | 1957-58 |
| Copa México          | León   | México | 1966-67 |
| Copa México          | León   | México | 1970-71 |
| Campeón de Campeones | León   | México | 1970-71 |